# Leucospis morawitzi
Leucospis morawitzi är en stekelart som beskrevs av August Schletterer 1890. Leucospis morawitzi ingår i släktet Leucospis och familjen Leucospidae. Inga underarter finns listade i Catalogue of Life.